# Cathaoirleach
Il Cathaoirleach è il presidente del Seanad Éireann, la camera alta del parlamento irlandese.
L'attuale Cathaoirleach è Pat Moylan.

## Elenco
|    | Nome                    | Inizio mandato    | Fine mandato      | Partito              |
| -- | ----------------------- | ----------------- | ----------------- | -------------------- |
| 1  | Lord Glenavy            | 1922              | 1928              | Irish Unionist Party |
| 2  | Thomas Westropp Bennett | 1928              | 1936              | Cumann na nGaedhael  |
| 3  | Séan Gibbons            | 1938              | 1943              | Fianna Fáil          |
| 4  | Séan Goulding           | 1943              | 1948              | Fianna Fáil          |
| 5  | Timothy J. O'Donovan    | 1948              | 1951              | Clann na Talmhan     |
| 6  | Liam Ó Buachalla        | 1951              | 1954              | Fianna Fáil          |
| 7  | Patrick F. Baxter       | 1954              | 1957              | Clann na Talmhan     |
| 8  | Liam Ó Buachalla        | 1957              | 1969              | Fianna Fáil          |
| 9  | Michael Yeats           | 1969              | 1973              | Fianna Fáil          |
| 10 | Micheál Cranitch        | 3 gennaio 1973    | 1º giugno 1973    | Fianna Fáil          |
| 11 | James Dooge             | 1º giugno 1973    | 27 ottobre 1977   | Fine Gael            |
| 12 | Séamus Dolan            | 27 ottobre 1977   | 8 ottobre 1981    | Fianna Fáil          |
| 13 | Charlie McDonald        | 8 ottobre 1981    | 13 maggio 1982    | Fine Gael            |
| 14 | Tras Honan              | 13 maggio 1982    | 23 febbraio 1983  | Fianna Fáil          |
| 15 | Patrick J. Reynolds     | 23 febbraio 1983  | 25 aprile 1987    | Fine Gael            |
| 16 | Tras Honan              | 25 aprile 1987    | 1º novembre 1989  | Fianna Fáil          |
| 17 | Seán Doherty            | 1º novembre 1989  | 23 gennaio 1992   | Fianna Fáil          |
| 18 | Seán Fallon             | 23 gennaio 1992   | 12 luglio 1995    | Fianna Fáil          |
| 19 | Liam Naughten           | 12 luglio 1995    | 16 novembre 1996  | Fine Gael            |
| 20 | Brian Mullooly          | 12 novembre 1996  | 27 novembre 1996  | Fianna Fáil          |
| 21 | Liam T. Cosgrave        | 27 novembre 1996  | 17 settembre 1997 | Fine Gael            |
| 22 | Brian Mullooly          | 17 settembre 1997 | 12 settembre 2002 | Fianna Fáil          |
| 23 | Rory Kiely              | 12 settembre 2002 | 13 settembre 2007 | Fianna Fáil          |
| 24 | Pat Moylan              | 13 settembre 2007 | 25 maggio 2011    | Fianna Fáil          |
| 25 | Paddy Burke             | 25 maggio 2011    | 8 giugno 2016     | Fine Gael            |
| 26 | Denis O'Donovan         | 8 giugno 2016     | in carica         | Fianna Fáil          |